# هان دوان
هان دوان (انگلیسی: Han Duan؛ زادهٔ ۱۵ ژوئن ۱۹۸۳) بازیکن فوتبال اهل چین است.
از باشگاه‌هایی که در آن بازی کرده‌است می‌توان به لس‌آنجلس سل اشاره کرد.
وی همچنین در تیم ملی فوتبال زنان چین بازی کرده‌است.